# Puig de Montcald
El Puig de Montcald és una muntanya de 1.750,8 metres d'altitud situada en el límit dels termes comunals de Sallagosa i de Llo, tots dos de la comarca de l'Alta Cerdanya, a la Catalunya del Nord.
És en el terç septentrional del termenal sud-oest del terme comunal de Llo, i a la zona sud-est del de Sallagosa.
Rep el nom de les fonts d'aigües calents que hi ha als seus peus, en el vessant nord-est.